# Alqueva
Alqueva é uma povoação portuguesa do Município de Portel que foi sede da extinta Freguesia de Alqueva, freguesia que tinha 79,20 km² de área e 329 habitantes (2011) correspondente a uma densidade populacional de 4,2 hab./km2.
A Freguesia de Alqueva foi extinta (agregada) pela última Reorganização administrativa do território das freguesias, de acordo com a Lei nº 11-A/2013 de 28 de Janeiro, tendo o seu território sido agregado ao da Freguesia de Amieira para constituir a União de freguesias de Amieira e Alqueva com sede em Amieira.
Esta povoação dá o nome à Barragem de Alqueva sobre o Rio Guadiana. Em Alqueva está também localizada a maior criação de avestruzes de Portugal.

## População
| População da freguesia de Alqueva | População da freguesia de Alqueva | População da freguesia de Alqueva | População da freguesia de Alqueva | População da freguesia de Alqueva | População da freguesia de Alqueva | População da freguesia de Alqueva | População da freguesia de Alqueva | População da freguesia de Alqueva | População da freguesia de Alqueva | População da freguesia de Alqueva | População da freguesia de Alqueva | População da freguesia de Alqueva | População da freguesia de Alqueva | População da freguesia de Alqueva |
| --------------------------------- | --------------------------------- | --------------------------------- | --------------------------------- | --------------------------------- | --------------------------------- | --------------------------------- | --------------------------------- | --------------------------------- | --------------------------------- | --------------------------------- | --------------------------------- | --------------------------------- | --------------------------------- | --------------------------------- |
| 1864                              | 1878                              | 1890                              | 1900                              | 1911                              | 1920                              | 1930                              | 1940                              | 1950                              | 1960                              | 1970                              | 1981                              | 1991                              | 2001                              | 2011                              |
| 587                               | 602                               | 731                               | 883                               | 979                               | 1 009                             | 1 134                             | 1 217                             | 1 449                             | 1 433                             | 942                               | 693                               | 520                               | 449                               | 329                               |

## Resumo Histórico
A Freguesia de Alqueva pertencia ao Município de Portel, no Distrito de Évora, distando a sua sede da sede municipal aproximadamente 19 quilómetros, e tendo por orago S. Lourenço.
O topónimo "Alqueva" deriva de "alqueive" que significa "terra de pousio" ou "deserta" — o que de facto está em conformidade com as características geológicas da freguesia, de solo muito seco e áspero, devido à escassez de água, sendo este problema um dos maiores obstáculos ao seu desenvolvimento.[carece de fontes?]
Nada de definitivo se pode afirmar acerca do povoamento desta antiga freguesia, pelo menos antes do século XII, pois não possui muitas marcas históricas. Só a relativa proximidade de Marmelar, com os vestígios de um templo religioso muito anterior à nacionalidade — mais exactamente cerca da época visigótica — levam a crer o possível povoamento de Alqueva nesse período, assim como o seu topónimo "Alqueva", porque já não parece novo nos meados do século XIII.
Todavia, é certo que a freguesia terá passado por uma fase de desertificação, aquando a chegada dos muçulmanos, para recuperar depois da fundação da Nacionalidade.
Em 1262, é escrito o primeiro documento referente à freguesia, que salientava a paróquia de S. Lourenço; em 1285, surge um segundo documentos escrito, desta vez referente à cessão do território de Portel ao prócer D. João de Portel.
Em termos eclesiásticos, Alqueva foi um curato da apresentação do arcebispo de Évora; o pároco local tinha um rendimento de três moios e meio de pão terçado de cevada e trigo. Juridicamente, governava-se por um juiz de vintena, posto pelo senado da Câmara da vila de Portel.
A Freguesia estava recheada de monumentos e vestígios arqueológicos que fazem actualmente parte do seu património cultural, e dos quais se destacam:
- A igreja matriz;
- A capela de Santo António;
- O marco da Pena Ventosa;
- Os vestígios de sepulturas megalíticas;
- As pocilgas das Barraqueiras; e
- O marco geodésico.
- OUTROS PONTOS DE INTERESSE:
- Museu do Medronho
- Monumento de Homenagem á população local
- Barragem de Alqueva

O Outeiro dos Castelos, a zona da Barragem e a zona de lazer natural constituem os locais de maior interesse turístico na freguesia.